# Vlag van Orellana

Vlag van Orellana

De vlag van Orellana bestaat uit drie horizontale banen van wit-groen-geel, met een verticale zwarte streep aan de mastzijde en er staan vier witte sterren geplaatst op de zwarte streep.
De kleuren en figuren hebben elk een eigen symbolische betekenis.
- De witte streep symboliseert de vreedzame bevolking van het Amazonebekken.
- De groene streep staat voor de rijke biodiversiteit van het uitgestrekte Amazoneregenwoud.
- De gele streep vertegenwoordigt goud, een deel van de grondstoffen van de provincie.
- De zwarte, verticale streep vertegenwoordigt de rijkdom aan olie die wordt gewonnen uit de bodem van de Amazone.
- De vier sterren symboliseren de vier kantons waaruit de provincie bestaat.